# Мидхат Фрашери
Мидхат Фрашери (алб. Mid'hat Frashëri; Јањина, 25. март 1880 — Њујорк, 3. октобар 1949) био је албански дипломата, књижевник и политичар. Син Абдула Фрашерија, једног од најзначајнијих активиста албанског народног препорода 1908. године, учествовао је на Манастирском конгресу. Године 1942. постао је председник албанског фашистичког и антикомунистичког покрета Бали Комбетар, који је био на страни сила Осовине током Другог светског рата. Сматра се једним од очева модерног албанског национализма.

## Изјаве
Након што је Албанија прогласила независност од Османског царства:
„Албанци су до сада веома мало живели ради себе; њихова активност, њихова крв, њихови таленти су користили њиховим ближњима. Они су све најбоље посветили за добро других. Сада морају да живе и раде за себе, за своју Албанију.”
О албанским комунистима:
„Квислинзи који су сарађивали са Титом.”
Додао је да поменути „квислинзи” тиме више нису Албанци, да су заборавили да буду Албанци јер не поштују право гостопримства.

## Смрт
Након што су 1945. године комунисти победили у рату у Албанији, побегао је у јужну Италију. Покушао је да обнови коалицију екстремних антикомунистичких опозиционих снага у Британији и Сједињеним Државама. У августу 1949. изабран је за председника Националног комитета „Слободне Албаније”. Преминуо је 3. октобра 1949. од последица срчаног удара у хотелу Лексингтон на Лексингтон авенији и сахрањен је на гробљу Ферклиф у Њујорку. Његови посмртни остаци су пренети у Тирану у новембру 2018.